# فاستن
فاستن هو مكمل غذائي يتم تصنيعه وتسويقه لفقدان الوزن بواسطة هاي تيك فارماسيوتيكل في أتلانتا، جورجيا. كان فاستن مرة واحدة اسم العلامة التجارية من فينترمين التي لم تعد تحتوي على الصيغة. ويستخدم حالياً فينيل ايثيل امين  كعنصر نشط. 